# Yosocuno
Yosocuno är en ort i Mexiko.   Den ligger i kommunen San Pedro Nopala och delstaten Oaxaca, i den sydöstra delen av landet, 240 km sydost om huvudstaden Mexico City. Yosocuno ligger 2 246 meter över havet och antalet invånare är 243.
Terrängen runt Yosocuno är kuperad. Runt Yosocuno är det glesbefolkat, med 17 invånare per kvadratkilometer. Närmaste större samhälle är Santa María Tutla, 16,9 km söder om Yosocuno. I omgivningarna runt Yosocuno växer huvudsakligen savannskog.